# Metropol Cinema
El Metropol Cinema va ser una sala d'exhibició cinematogràfica de 700 butaques ubicada al carrer de Llúria (núm. 115) de Barcelona dissenyada per l'arquitecte Manuel Cases Lamolla. Va ser inaugurada el 25 de gener de 1934, en presència de Lluís Companys i la seva última projecció fou el 29 de desembre de 1963.
Es va inaugurar amb el nom de Metropol Cinema, però va haver de canviar el nom als inicis la dictadura a Metrópoli, el 22 de juny de 1940, tot i un breu període com a Metropol, per acabar canviant el nom definitivament a Metropol el 20 de setembre de 1948.
Segons les cròniques el cinema destacava per la seva comoditat i la seva decoració, apart de pels seus sistemes d'il·luminació i de ventilació molt avançats. Estava dins del circuit de cinemes d'estrena i des del 1939, i fins al seu tancament, va compartir programa amb el Capitol, i des del 1953 també amb el Bosque.